# Pseudagrion vaalense
Pseudagrion vaalense är en trollsländeart som beskrevs av Chutter 1962. Pseudagrion vaalense ingår i släktet Pseudagrion och familjen dammflicksländor. IUCN kategoriserar arten globalt som livskraftig. Inga underarter finns listade i Catalogue of Life.